# Juan Carlos de Lima
Juan Carlos de Lima del Castillo (Florida, 2 maggio 1962) è un ex calciatore uruguaiano, di ruolo attaccante.

## Palmarès

### Club

#### Competizioni nazionali
- Campionato cileno: 1

Univ. Católica: 1987
- Liguilla Pre-Libertadores de América: 1

Nacional: 1990
- Campionato uruguaiano: 4

Peñarol: 1995, 1996, 1997, 1999

#### Competizioni internazionali
- Coppa Intercontinentale: 1

Nacional: 1988
- Coppa Interamericana: 1

Nacional: 1988
- Recopa Sudamericana: 1

Nacional: 1989